# Bryn Jones (Fußballspieler, 1912)
Brynmor „Bryn“ Jones (* 14. Februar 1912 in Merthyr Tydfil; † 18. Oktober 1985 in Wood Green) war ein walisischer Fußballspieler. Als Halbstürmer reifte er zunächst bei den Wolverhampton Wanderers zu einem der besten Spieler auf seiner Position und wechselte im August 1938 für die damalige Rekordablösesumme von 14.000 Pfund zum FC Arsenal, bevor der Zweite Weltkrieg seine Profikarriere „ausbremste“. Nach dem Krieg gehörte er noch zum erweiterten Arsenal-Kader, der 1948 die englische Meisterschaft gewann.

## Sportlicher Werdegang
Jones begann mit dem Fußballspielen in der heimischen Queen’s Road School im walisischen Merthyr Tydfil und erkannte schnell, dass ihm das sportliche Talent eine ansonsten wahrscheinliche Berufslaufbahn als Bergarbeiter „unter Tage“ ersparen könnte. Er war Teil einer fußballaffinen Familie mit vier Sportler-Brüdern, von denen Ivor und Emlyn Jones die größten Spuren im Profigeschäft hinterlassen hatten – Ivors Sohn Cliff war später langjähriger Leistungsträger bei Tottenham Hotspur. Bryn Jones selbst spielte zunächst in England in der South Wales District League für Plymouth United und stellte sich per Probetraining beim damaligen Drittligisten Southend United vor. Dies führte jedoch nicht zum Erfolg und stattdessen zog es ihn auf die irische Insel zum Glenavon FC. Später kehrte der Halbstürmer nach Wales zu Aberaman Athletic zurück. Seine Fähigkeiten hatten sich mittlerweile in England herumgesprochen, so dass der Erstligist Wolverhampton Wanderers im November 1933 eine beachtliche Ablösesumme von 1.500 Pfund für seine Verpflichtung zu zahlen bereit war.
Auf Anhieb schoss Jones in seiner ersten Saison für Wolverhampton zehn Tore. Zwar ließ er im folgenden Jahr nur sieben weitere Treffer folgen, aber mit seiner guten Ballbehandlung und der mannschaftsdienlichen Spielweise entwickelte er sich schnell zu einem Publikumsliebling bei den „Wolves“. Dazu wurde er regelmäßig in die walisische Nationalmannschaft berufen und bestritt 1935 gegen Nordirland sein erstes von insgesamt 17 Länderspielen bis 1948. Im April 1936 gelang ihm gegen Preston North End ein Hattrick. In der Folgezeit erlangte der gerade einmal 1,68 Meter große Waliser eine hohe Popularität, die dann jedoch im August 1938 ein jähes Ende fand. Grund dafür war sein Wechselwunsch zum amtierenden Meister FC Arsenal unter Trainer George Allison, der für den Transfer die britische Rekordablösesumme von 14.000 Pfund investierte. Jones sollte bei den „Gunners“ Nachfolger der Legende Alex James werden, der im Jahr zuvor zurückgetreten war. Sein Abschied aus Wolverhampton wurde von einer vierstündigen Demonstration außerhalb des Molineux-Stadions begleitet.
Jones begann gut bei seinem neuen Arbeitgeber mit drei Treffern in den ersten vier Partien, aber anschließend begann eine lang anhaltende Torflaute und sowohl die sportlichen Vergleiche mit James als auch die Bürde der hohen Ablöse sorgten für zunehmenden Unmut bei den Anhängern des FC Arsenal. Bevor er sich diesem stellen konnte, sorgte der Ausbruch des Zweiten Weltkriegs für eine langjährige Pause des offiziellen Spielbetriebs. Er schloss sich während der Kampfhandlungen der Royal Artillery an, diente in Nordafrika und Italien und als der Ligaalltag im Jahr 1946 wieder einsetzte, hatte Jones bereits das fortgeschrittene Fußballeralter von 34 Jahren erreicht. Er war zwar Teil des Kaders, der in der Saison 1947/48 ein weiteres Mal die englische Meisterschaft gewann, aber mit gerade einmal sieben Einsätzen hatte er sich nicht für den Erhalt einer offiziellen Medaille qualifiziert. Ein Jahr später zog er im Juni 1949 weiter zum Drittligisten Norwich City, wo er seine aktive Laufbahn ausklingen ließ und parallel Arbeiten im Trainerstab übernahm. Im Jahr 1951 beendete er auf Anraten seines Arztes aufgrund anhaltender Brustschmerzen seine Karriere und betrieb fortan bis April 1979 einen Kiosk in der Nähe des Highbury-Stadions. Mehr als sechs Jahre nach seiner Pensionierung verstarb er 73-jährig im Oktober 1985.

## Titel/Auszeichnungen
- Englischer Supercup (2): 1938, 1948